# Pycnophion fuscipennis
Pycnophion fuscipennis là một loài tò vò trong họ Ichneumonidae.